# Longueville, Seine-et-Marne
Longueville är en kommun i departementet Seine-et-Marne i regionen Île-de-France i norra Frankrike. Kommunen ligger i kantonen Provins som tillhör arrondissementet Provins. År 2022 hade Longueville 1 802 invånare.

## Befolkningsutveckling
Antalet invånare i kommunen Longueville
| Referens: INSEE |